# 李火林
李火林（1961年11月—），男， 汉族，浙江台州人。中共党员，1977年9月参加工作。中华人民共和国政治人物。现任杭州市人大常委会主任。
曾任浙江省政协副秘书长、研究室主任、办公厅主任，中共浙江省委副秘书长、省委政策研究室主任、浙江省政府发展研究中心主任、浙江省委办公厅主任，浙江省人大常委会秘书长。